# Mecomischus
 Mecomischus   Coss. ex Benth. & Hook.f., 1873 è un genere di piante angiosperme dicotiledoni della famiglia delle Asteraceae, sottofamiglia Asteroideae, tribù Anthemideae (Mediterranean clade) e sottotribù Santolininae.

## Etimologia
Il nome scientifico del genere è stato definito dai botanici Ernest Saint-Charles Cosson (1819-1889), George Bentham (1800-1884) e Joseph Dalton Hooker  (1817-1911) nella pubblicazione " Genera Plantarum ad exemplaria imprimis in herbariis Kewensibus" (  Gen. Pl. [Bentham & Hooker f.] 2(1): 418 ) del 1873.

## Descrizione
Portamento. Le specie di questo genere sono delle erbe (perenni o annuali). Nell'indumento di queste specie sono presenti peli di tipo stellato.
Fusto. La parte aerea in genere è eretta, semplice o ramosa. 
Foglie. Le foglie lungo il caule in genere sono disposte in modo alterno; opposte alla base. La lamina può essere da intera a lobata fino a 2-3-pennatosetta.
Infiorescenza. Le sinflorescenze sono formate da capolini solitari. Le infiorescenze vere e proprie sono composte da un capolino terminale lungamente peduncolato di tipo radiato. I capolini sono formati da un involucro, con forme emisferiche, composto da diverse brattee, al cui interno un ricettacolo fa da base ai fiori di due tipi: fiori del raggio e fiori del disco. Le brattee, piatte, a consistenza erbacea, ialine e scariose all'apice con margini stretti, in quelle esterne, o ampi, in quelle interne, sono disposte in modo più o meno embricato su 3 serie. Il ricettacolo, emisferico, è provvisto di pagliette avvolgenti la base dei fiori. Le pagliette del ricettacolo sono piatte o leggermente canalicolate con condotti resinosi centrali.
Fiori.  I fiori sono tetra-ciclici (formati cioè da 4 verticilli: calice – corolla – androceo – gineceo) e pentameri (calice e corolla formati da 5 elementi). Si distinguono in:
- fiori del raggio (esterni): sono femminili e sono disposti su una serie; la forma è ligulata (zigomorfa); a volte sono neutri e sterili;
- fiori del disco (centrali): sono più numerosi con forme brevemente tubulose (attinomorfe); sono ermafroditi fertili.

- Formula fiorale:

*/x K {\displaystyle \infty }, [C (5), A (5)], G 2 (infero), achenio
- Calice: i sepali del calice sono ridotti ad una coroncina di squame.

- Corolla:

- fiori del raggio: la forma della corolla alla base è più o meno tubulosa-imbutiforme, mentre all'apice è ligulata; la ligula può terminare con alcuni denti; il colore è bianco, bianco con base gialla;
- fiori del disco: la forma è tubulare bruscamente divaricata in 5 lobi; i lobi, patenti o eretti, hanno una forma deltata o più o meno lanceolata; il colore in genere è giallo. Alla base i lobi sono saccati.

- Androceo: l'androceo è formato da 5 stami (alternati ai lobi della corolla) sorretti da filamenti generalmente liberi con collare filamentare a forma di balaustra. Gli stami sono connati e formano un manicotto circondante lo stilo. Le antere possono essere sia di tipo basifissa che medifissa (ossia attaccate al filamento per la base – nel primo caso; oppure in un punto intermedio – nel secondo caso).[11] Questa caratteristica ha valore tassonomico in quanto distingue i generi gli uni dagli altri. Il tessuto endoteciale (rivestimento interno dell'antera) non è polarizzato. Il polline è sferico con un diametro medio di circa 25 micron;  è tricolporato (con tre aperture sia di tipo a fessura che tipo isodiametrica o poro) ed è echinato (con punte sporgenti).

- Gineceo: l'ovario è infero uniloculare formato da 2 carpelli. Lo stilo (il recettore del polline) è profondamente bifido (con due stigmi divergenti) e con le linee stigmatiche marginali separate o contigue. I due bracci dello stilo hanno una forma troncata e possono essere papillosi o ricoperti da ciuffi di peli.

Frutti. I frutti sono degli acheni, senza pappo, con un pericarpo sottile. La forma degli acheni è obovoide e dorsoventralmente leggermente piatta; spesso sono percorsi da due increspature laterali e una adassiale. L'apice è marginalmente arrotondato. Il pericarpo è costituito da grandi cellule mucillaginifere in file longitudinali, senza sacche di resina.

## Biologia
Impollinazione: l'impollinazione avviene tramite insetti (impollinazione entomogama tramite farfalle diurne e notturne).

Riproduzione: la fecondazione avviene fondamentalmente tramite l'impollinazione dei fiori (vedi sopra).

Dispersione: i semi (gli acheni) cadendo a terra sono successivamente dispersi soprattutto da insetti tipo formiche (disseminazione mirmecoria). In questo tipo di piante avviene anche un altro tipo di dispersione: zoocoria. Infatti gli uncini delle brattee dell'involucro (se presenti) si agganciano ai peli degli animali di passaggio disperdendo così anche su lunghe distanze i semi della pianta. Inoltre per merito del pappo (se presente) il vento può trasportare i semi anche a distanza di alcuni chilometri (disseminazione anemocora).

## Distribuzione e habitat
Le specie di questo genere sono distribuite in Algeria e Marocco.

## Sistematica
La famiglia di appartenenza di questa voce (Asteraceae o Compositae, nomen conservandum) probabilmente originaria del Sud America, è la più numerosa del mondo vegetale, comprende oltre 23.000 specie distribuite su 1.535 generi, oppure 22.750 specie e 1.530 generi secondo altre fonti (una delle checklist più aggiornata elenca fino a 1.679 generi). La famiglia attualmente (2021) è divisa in 16 sottofamiglie; la sottofamiglia Asteroideae è una di queste e rappresenta l'evoluzione più recente di tutta la famiglia.

### Filogenesi
Il gruppo di questa voce è descritto nella tribù Anthemideae, una delle 21 tribù della sottofamiglia Asteroideae). In base alle ultime ricerche nella tribù sono stati individuati (provvisoriamente) 4 principali lignaggi (o cladi): "Southern hemisphere grade", "Asian-southern African grade", "Eurasian grade" e "Mediterranean clade". Il genere  Mecomischus  (insieme alla sottotribù Santolininae  ) è incluso nel Mediterranean clade..
I caratteri distintivi del genere sono:
- l'indumento è formato da peli stellati;
- gli acheni son glabri, talvolta papillosi;
- gli acheni dei fiori del disco hanno 5 distinte coste longitudinali.

In base all'"orologio molecolare", questo genere ha iniziato a divergere circa 3,5 milioni di anni fa.

### Elenco delle specie
Questo genere ha 2 specie:
- Mecomischus halimifolius Hochr.
- Mecomischus pedunculatus  (Coss. & Durieu) Oberpr. & Greuter

### Sinonimi
Sono elencati alcuni sinonimi per questa entità:
- Fradinia Pomel